# Christoph Jens Hoffmann
Christoph Jens Hoffmann (* 15. März 1983 in Köln) ist ein deutscher Journalist, Fernsehmoderator, Redakteur und Nachrichtensprecher.

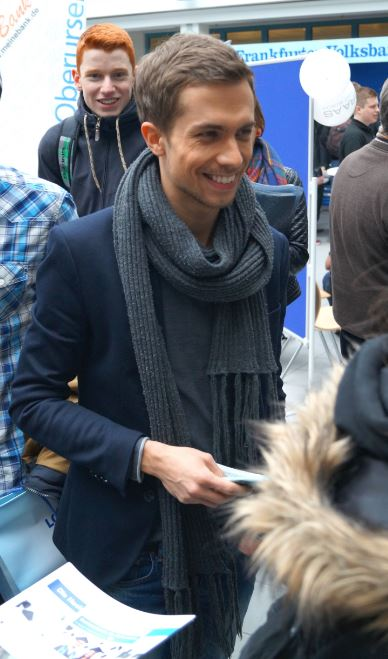
Christoph Hoffmann (2015)

## Leben

### Ausbildung und Studium
Hoffmann wuchs in Köln auf. Nach dem Abitur im Jahr 2002 leistete er seinen Zivildienst in einem Kölner Krankenhaus ab. 2003 begann er ein Magisterstudium der Theater-, Film- und Fernsehwissenschaft, Soziologie und Pädagogik an der Universität zu Köln. Dieses schloss er 2011 erfolgreich ab.

### Beruflicher Werdegang
Schon während der Schulzeit gründete Hoffmann 1999 eine Schülerzeitung und erreichte mit einem Interview mit dem Lokalpolitiker Ralph Sterck  2001 den dritten Platz beim Schülerzeitungswettbewerb des Spiegel. Während der Sommerferien 2001 absolvierte Hoffmann ein Praktikum beim Kölner „Express“, bei dem er erste eigene Artikel veröffentlichte. Nach dem Abitur arbeitete er ein Jahr bei der neu gegründeten Jugendseite des Kölner Stadt-Anzeiger und wechselte 2003 als Polizeireporter und Autor in die Lokalredaktion. 2006 begann er ein zweijähriges Volontariat, in dieser Zeit startete der Kölner Stadt-Anzeiger sein Internetfernsehen „ksta.tv“. Hoffmann entwickelte eine eigene wöchentliche Kolumne, in der er selbst vor der Kamera stand.
Von 2004 bis 2008 arbeitete Hoffmann außerdem in der Redaktion der 1Live-Talksendung Domian. Er nahm die Anrufe entgegen und entschied, welche Geschichten auf Sendung gingen. Die letzte Station seines Volontariats verbrachte er beim Nachrichtensender n-tv und wurde ab März 2008 als freier Redakteur und Reporter übernommen. Neben n-tv erstellte er auch Beiträge für RTL aktuell und das RTL Nachtjournal und war zudem als Live-Reporter tätig. Er war einer der ersten Reporter, die vom Einsturz des Kölner Stadt-Archivs im März 2009 live berichteten. Nach einem internen Casting moderierte Hoffmann ab Dezember 2009 die n-tv-Nachrichten. Neben den regelmäßigen Sendungen wurde er für zahlreiche Sondersendungen eingesetzt.
2014 wechselte Hoffmann zu den RTL II News und moderiert seitdem die Sendung im regelmäßigen Wechsel. Außerdem ist er Ressortleiter „Deutschland“ und erstellt Beiträge für die Sendung. Mit einer mehr als dreistündigen Live-Sondersendung zur Bundestagswahl 2017, in der Hoffmann gemeinsam mit einem großen Team die Ergebnisse und Einschätzungen präsentierte, gewannen die RTL-II-News den Crossmediapreis 2018. Im Jahre 2019 kehrte Hoffmann nach Köln zurück und präsentiert seither regelmäßig das RTL Nachtjournal. Außerdem ist er wieder als Moderator in den Nachrichten bei n-tv tätig.
Hoffmann ist als Sprecher feste Stimme der n-tv-Ratgeber-Sendungen. Außerdem spricht er regelmäßig im WDR für die Sendung Markt.

## Sonstiges
2008 wurde Hoffmann vom Medium Magazin unter die „Top 30 bis 30“ als journalistischer Nachwuchs gewählt. Von 2012 bis 2013 begleitete e mit einem Kameramann die Feuerwache 1 in der Kölner Innenstadt. Ursprünglich war dies als mehrteilige n-tv-Serie angelegt. Wegen der Nachfrage, auch von Feuerwehren deutschlandweit, erschien die Reportage auf DVD. Hoffmann war Autor, führte die Interviews und vertonte die Reportage.
Seit 2014 unterstützt er die Ausbildungstour der Stadt Oberursel, besucht Schulklassen und wirbt für Berufsausbildung und Engagement.

## Ehrenamtliches Engagement
Hoffmann engagiert sich für den Verein „Hand in Hand for Children“, der sich für Kinder mit Krebserkrankungen einsetzt. Im Herbst 2013 war er eine Woche mit einer Gruppe von Kleinkünstlern („Helping Hands on Tour“) in Kinder-Hospizen und Krebsstationen unterwegs. In Köln unterstützte er die Aktion „Lesewelten e.V.“ und liest Kindern in Kindergärten und Schulen ehrenamtlich vor.